# Castelo de Brie-Comte-Robert

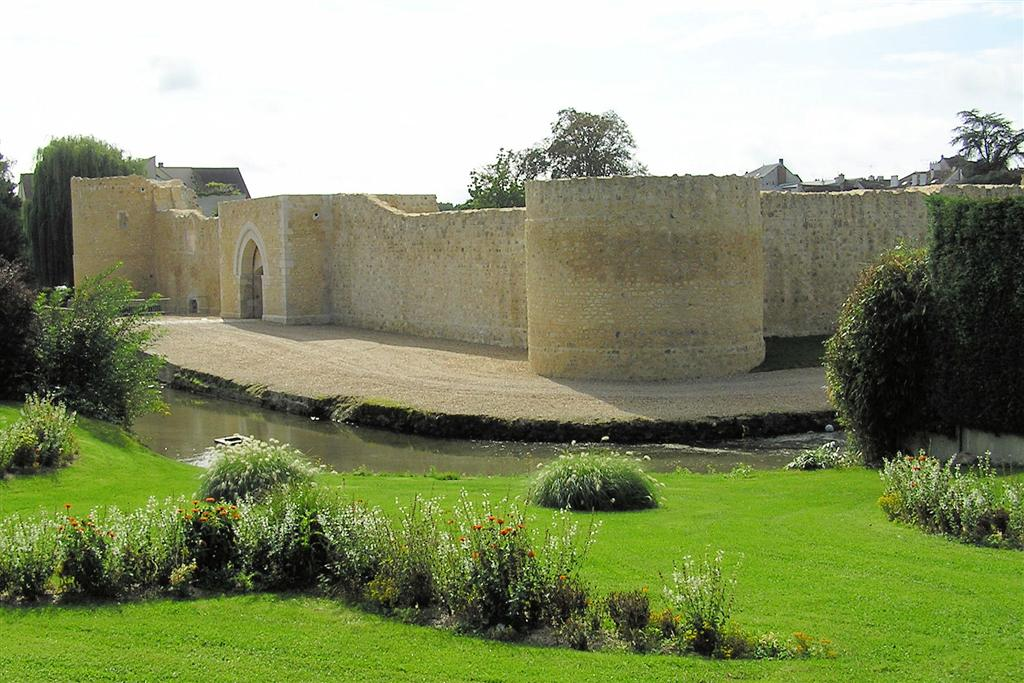
Castelo de Brie-Comte-Robert, França: aspecto das muralhas remanescentes.

O Castelo de Brie-Comte-Robert localiza-se na vila de Brie-Comte-Robert, Departamento de Seine-et-Marne, região de Île-de-France, na França.

## História

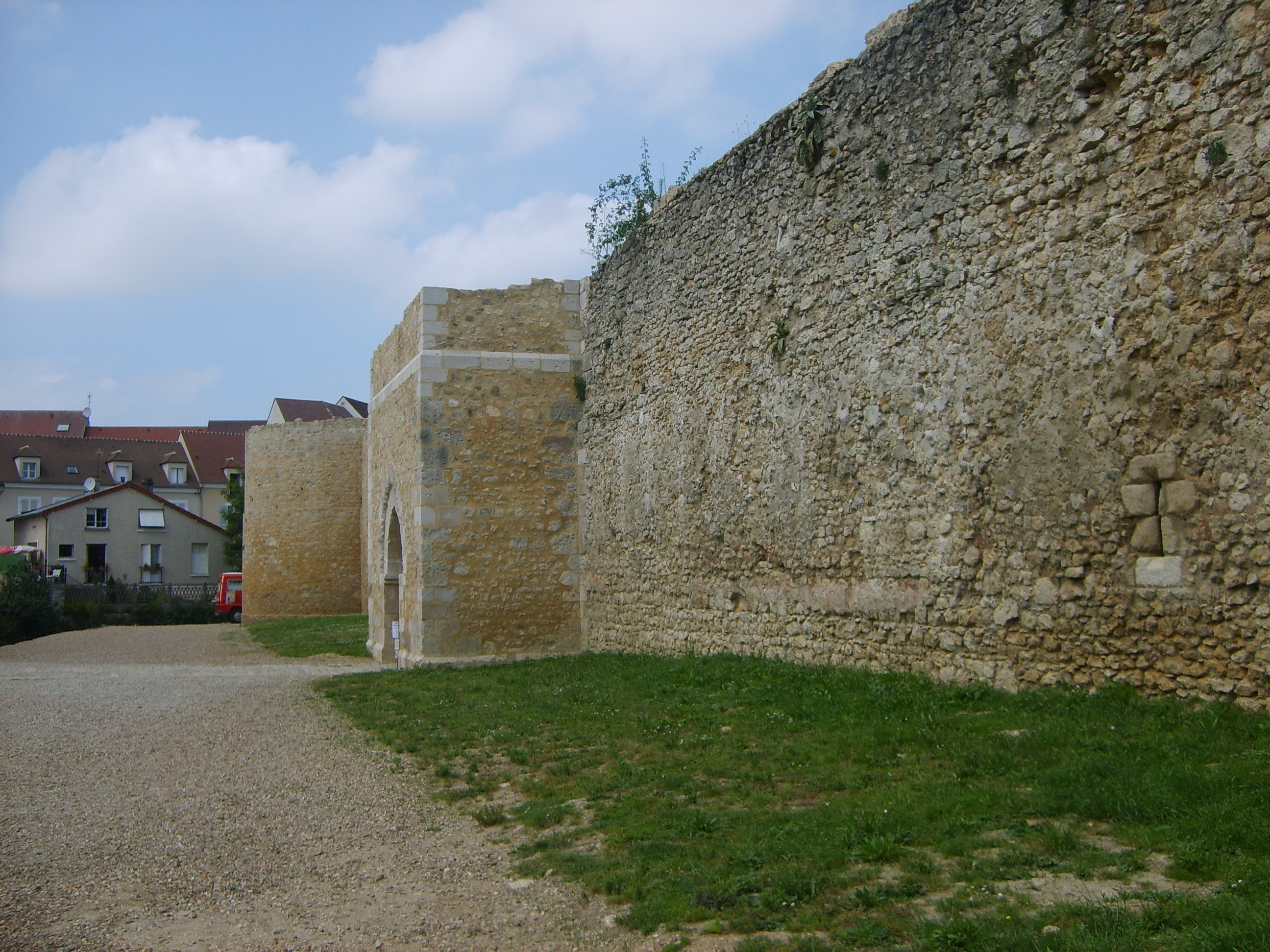
Castelo de Brie-Comte-Robert, França: aspecto da Porta de Brie.

### Antecedentes
A construção do castelo remonta ao final do século XII, quando Robert I de Dreux, irmão de Luís VII de França, era senhor de Brie. Vestígios arqueológicos, elementos decorativos e a técnica de construção, confirmam este período construtivo.
O castelo e seus domínios permaneceram na família de Dreux até que, em 1254, passaram para a família de Châtillon. Por dote e heranças sucessivos, pertenceram a Margarida de Artois e a sua filha, Joana d'Évreux (1310-1371).

### A Senhora de Brie

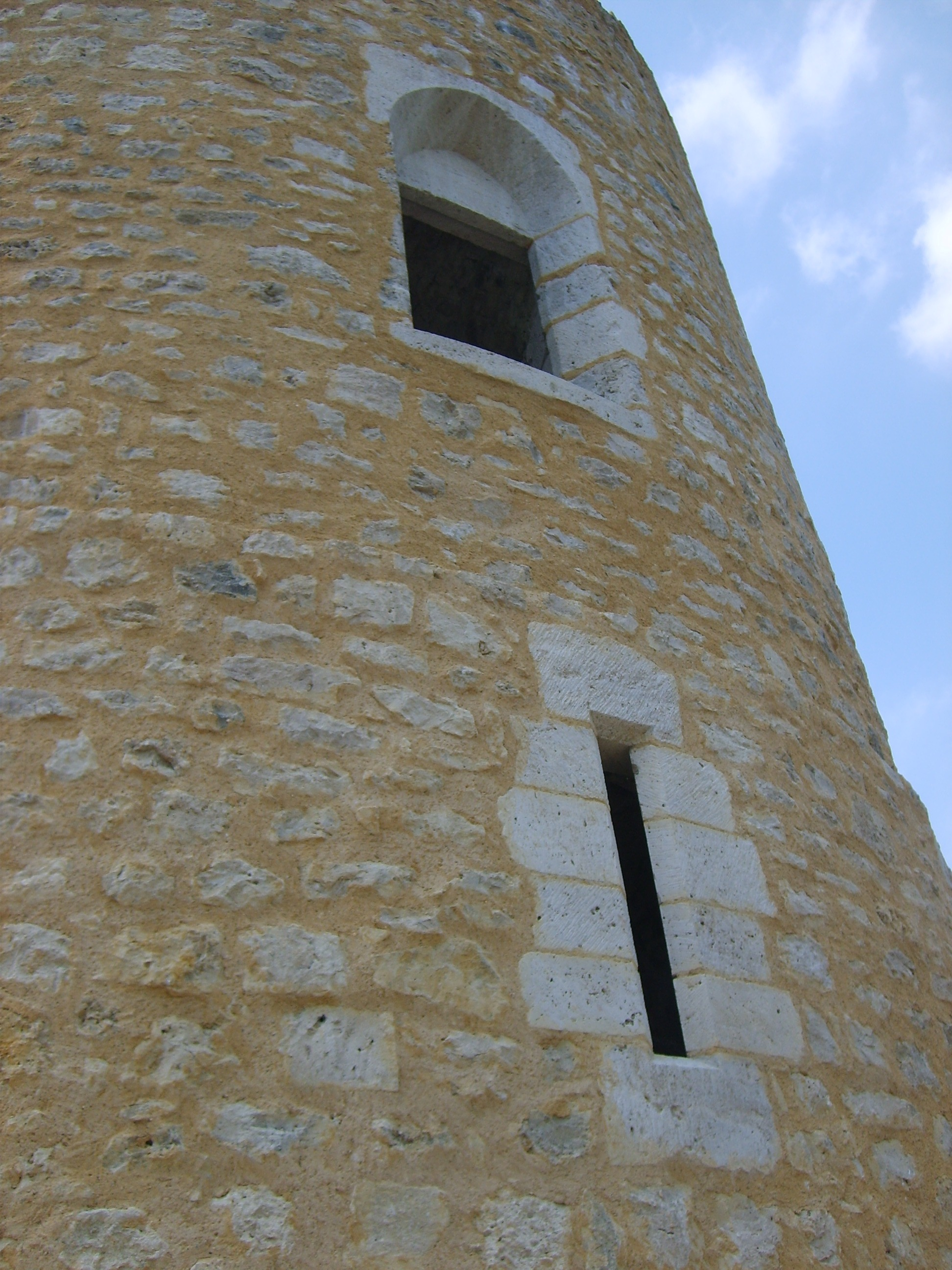
Castelo de Brie-Comte-Robert, França: janela da torre Leste e seteira.

Joana d'Évreux, veio a tornar-se a terceira esposa do último dos reis capetos, Carlos IV de França. Com a morte deste, em 1328, passou a desfrutar dos rendimentos de numerosos feudos na região de Brie e na Champagne, que lhe permitiram destinar importantes somas à manutenção e melhoria de suas próprias possessões, entre as quais Brie-Comte-Robert. Ela promoveu importantes trabalhos no castelo, como o atestam as suas contas conservadas nos arquivos nacionais franceses, convertendo-o numa luxuosa residência senhorial, em especial os setores voltados para as cortinas Nordeste, Sudeste e Sudoeste. Destaca-se, ainda, à época, a construção da Capela de Saint Dennis e a implantação dos jardins envolventes.
Nesta fase, o castelo tornou-se uma residência de prestígio que os grandes senhores do reino, nomeadamente os duques da Borgonha, não hesitavam em visitar. Aqui teve lugar, em 1349, o casamento de Filipe VI de França, em segundas núpcias, com Branca d'Évreux-Navarre, sobrinha de Joana. Joana d'Evreux faleceu no castelo em 4 de março de 1371, com a avançada idade, para a época, de sessenta e nove anos.
Ao final do século XIV, o castelo e seus domínios retornaram ao domínio real e, em seguida, à poderosa Casa d'Orleães.

### A Guerra dos Cem Anos

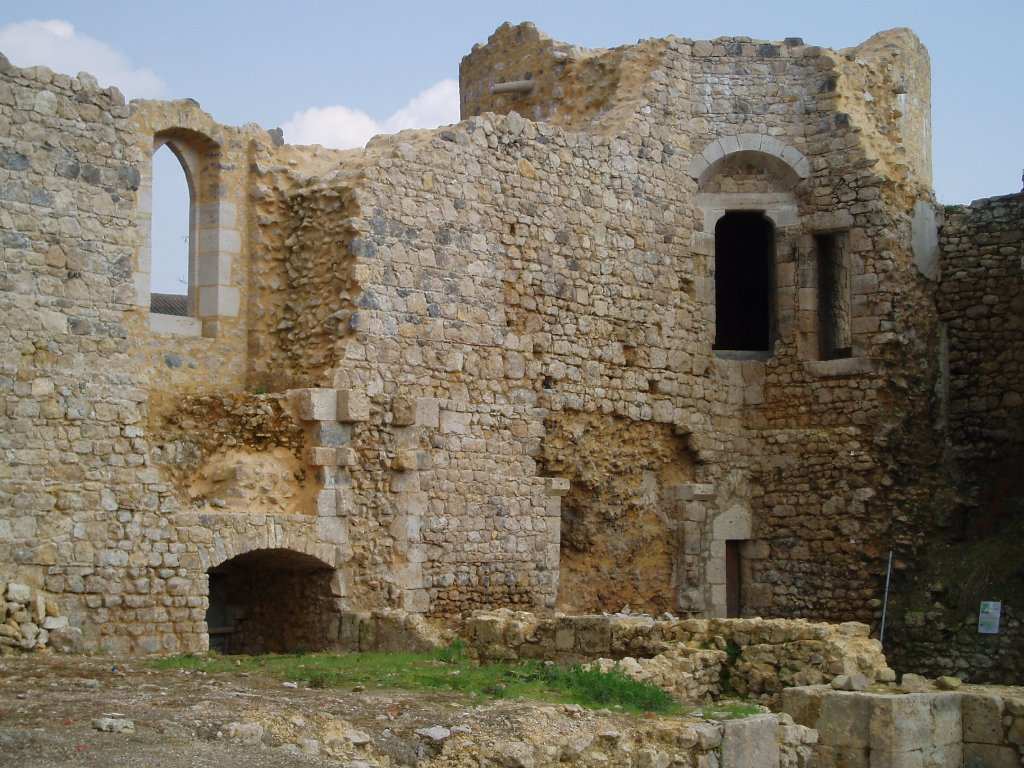
Castelo de Brie-Comte-Robert, França: vista interna da torre Leste.

Luís de Valois, Duque de Orléans teve uma vida brilhante no castelo, repleta de torneios e luxuosas recepções. Entretanto, diante da crescente insegurança da época, no contexto do terceiro período da Guerra dos Cem Anos, fez armar o castelo a partir de 1405. Após o seu assassinato, por ordens de João, o sem Medo, duque da Borgonha e a constituição do partido dos Armagnacs (1407), o castelo passou para o controle do partido Borguinhão, que assim se assenhoreava de um dos trechos obrigatórios da estrada que ligava a Borgonha a Paris.
Em 1420, a passagem do exército inglês a caminho de Troyes e o assédio a Melun que se seguiu, deram lugar a algumas desordens na vila, mas não afectaram o castelo. Entretanto, a partir de 1429, a cidade foi, por quatro vezes em três anos, tomada e retomada pelos Franceses e pelos Ingleses. O episódio mais importante deste período foi assédio imposto pelo conde de Stafford em setembro de 1430, que causou consideráveis estragos quer na vila quer no castelo. Com a recuperação definitiva pelas forças francesas, em 1434, a vila e o castelo foram devolvidos a seu legítimo proprietário Carlos I de Valois, duque de Orléans. Seu filho, Luís XII de França, fêz o castelo reentrar nos domínios reais.

### Os séculos XVI e XVII

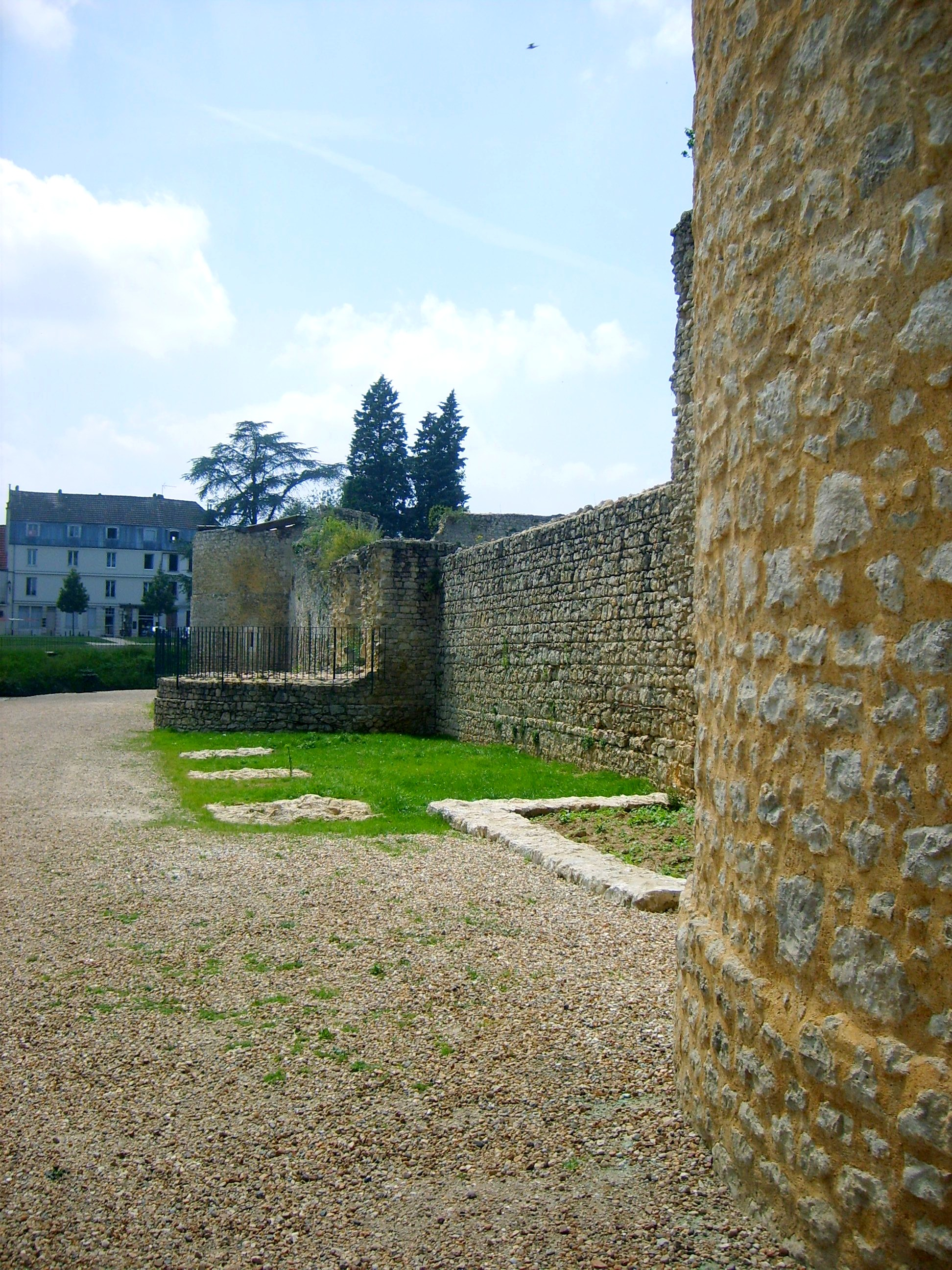
Castelo de Brie-Comte-Robert, França: detalhe dos muros externos.

A partir do reinado de Francisco I de França, o castelo e seus domínios foram confiados pelo soberano a alguns dos seus validos, quer a título de favor ("doado por um tempo"), quer por venda condicional com a faculdade de resgate ("o compromisso"). Entre estes citam-se Louis Poncher, o almirante Philippe de Chabot, o marechal Jean Caraccioli, Balthazar Gobelin e Claude de Bullion, superintendente das finanças de Luís XIII de França.
Em meados do século XVI, diversas famílias de senhores italianos, validos de Catarina de Médicis (Aquaviva, Pierrevive, Gondi), detiveram o castelo, mas deixaram o imóvel degradar-se, provocando mesmo o incêndio de pranchas e de certos vigamentos de madeira. Foi necessário um Embargo do Parlamento, em 1567, para fazer cessar essas depredações.
No final do século, Balthazar Gobelin, um fiel servidor de Henrique IV de França, procedeu-lhe reparos. Dessa forma, esteve em condições de receber o jovem Luís XIII por duas vezes, em 1609 e em 1611.
Em 1649, quando das perturbações da Fronda, a vila e, em seguida, o castelo foram tomadas pelas tropas do conde de Grancey. Na ocasião, o castelo foi alvejado por uma bateria de artilharia durante mais de cinco horas, perdendo assim a sua torre Sudeste.
As reparações ulteriores devem ter sido muito modestas: em 1681, o castelo era considerado como "(…) inabitável, os fossos transfordando de imundíces, o jardim um baldio (…)."
O Presidente Jean-Antoine de Mesmes promoveu diversos trabalhos de manutenção ao nível dos telhados e de reparos nas pontes de acesso. Processos verbais de visitas dos domínios, e os contratos de arrendamento desta época, descrevem alguns ordenamentos internos. O castelo era então habitado por particulares.

### O século XVIII e a Revolução Francesa
Em 1750, Germain-Louis de Chauvelin, senhor do castelo após 1734, obteve autorização para demolir as torres e as cortinas à altura do primeiro pavimento, poupando contudo a Torre Saint-Jean, símbolo senhorial.
Recuperado por Luís XV de França em 1766, os domínios de Brie-Comte-Robert - entre os quais o castelo - foram objeto de uma permuta entre ele e o seu primo, o conde d'Eu. Os seus herdeiros, o duque de Penthièvre, e em seguida, a sua filha, a duquesa d'Orléans, foram os seus últimos senhores.
Durante a Revolução francesa, o edifício serviu de prisão ao barão de Besenval, coronel das Guardas Suíças e comandante militar da Île-de-France. O imóvel foi posteriormente vendido como Bem Nacional.

### Do século XIX aos nossos dias

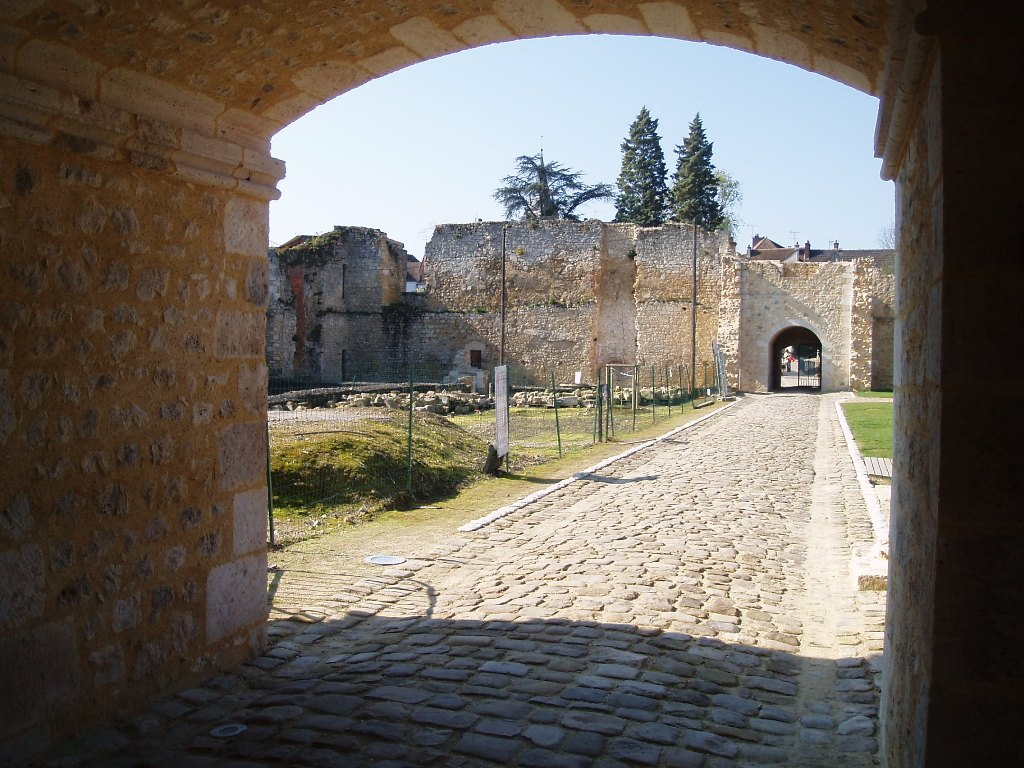
Castelo de Brie-Comte-Robert, França: vista do interior.

Recuperado pela municipalidade da vila em 1803, o castelo foi revendido em 1813. Em 1879, um dos seus proprietários privados que se sucederam no período, fez demolir o que subsistia da Torre Saint-Jean para construir uma nova edificação. Posteriormente, acréscimos maciços de terra vegetal transformariam o terreiro e os jardins em uma imensa horta.
A municipalidade recuperou o castelo em 1923 e fê-lo classificar como Monumento Histórico em 1925.
Em nossos dias, a partir de 1982, a municipalidade empreendeu um programa de revalorização do sítio, no qual se insere uma estação arqueológica.
A partir de 2003 iniciou-se um vasto projeto de intervenção de conservação e restauro do castelo, com a remontagem das cortinas a mais de seis metros de altura, a restauração da Torre de Brie, assim como a demolição da edificação do final do século XIX, permitindo a reconstrução parcial da Torre Saint-Jean, de acordo com os estratos arqueológicos.
Dentro do recinto, a construção de uma edificação contemporânea, o Centro de Interpretação do Património, permite à Associação dos Amigos do Velho Castelo conceber e gerir uma exposição permanente do sítio e promover atividades pedagógicas.

## Características
O castelo apresenta planta quadrangular regular com muralhas envolvendo um terreiro, com torreões de planta circular nos vértices. A meio de cada um dos panos de muralhas ergue-se um cubelo, dois de planta quadrada e dois de plante semi-circular. No remanescente de um dos torreões quadrados rasga-se o portão de armas.
O castelo é rodeado por um fosso inundado.